# واکسن
واکسن (به فرانسوی: Vaccin) یا به فارسی دری واکسین (به انگلیسی: Vaccine) یک فراوردهٔ زیستی است که در برابر یک بیماری میکروبی مشخص، ایمنی فعال اکتسابی تولید می‌کند. در واقع سوسپانسیونی است از ریزاندامگان‌های کشته یا ضعیف‌شدهٔ ویروس یا باکتری یا پروتئین‌های آنتی‌ژنیک به‌دست‌آمده از آن‌ها که برای پیشگیری یا بهبود یا درمان بیماری‌های عفونی تجویز می‌شود. پروتئین‌های آنتی‌ژنی امروزه بدون استفاده از میکروب‌های ضعیف یا کشته‌شده و با به‌کارگیری فناوری دی‌ان‌ای نوترکیب تولید می‌گردند. واکسن معمولاً برای پیشگیری از بیماری‌ها و ایجاد ایمنی در برابر آن‌ها استفاده می‌شود.

## نحوه استفاده
واکسن‌ها اغلب تزریقی هستند (عضلانی یا زیرجلدی و داخل جلدی) و گاه حتی خوراکی (مانند فلج اطفال). اغلب برای ایمنی کامل و دائم در برابر بیماری نیاز به چندبار تزریق یک واکسن می‌باشد. گاه برخی از واکسن‌ها را می‌توان همراه هم تزریق کرد مانند واکسن سه‌گانه، دوگانه و MMR.

## پیشینه
ادوارد جنر (Edward Jenner)‏ (تولد ۱۷ مه ۱۷۴۹ - مرگ ۲۶ ژانویه ۱۸۲۳) پزشک انگلیسی اولین کسی بود که کاربرد واقعی واکسیناسیون را کشف کرد. او را پدر ایمنی‌شناسی می‌دانند و گفته می‌شود کار او بیش از هر کس دیگری جان انسان‌ها را نجات داده‌است. وی پسری را در برابر بیماری آبلهٔ گاوی واکسینه کرد. این بیماری مانند بیماری آبله ولی کم‌خطرتر از آن است. پس از آنکه جنر میکروب بیماری را به آن پسر تزریق کرد چون واکسن آبلهٔ گاوی در وی مصونیت ایجاد نموده بود دیگر به بیماری آبله مبتلا نگردید.
نسل دوم واکسن‌ها در دهه ۱۸۸۰ توسط لویی پاستور معرفی شد که واکسن‌هایی را برای وبا مرغی و سیاه‌زخم کشف کرد.
از اواخر قرن نوزدهم واکسن‌ها به عنوان یک موضوع ملی در نظر گرفته شد و سیاست‌های ملی واکسیناسیون اتخاذ و قوانین واکسیناسیون اجباری تصویب گردید.
در سال ۱۹۳۱، آلیس مایلز وودراف و ارنست گودپاسچر ثابت کردند که ویروس آبله مرغان می‌تواند در جنین تخم مرغ رشد کند. بلافاصله دانشمندان شروع به کشت سایر ویروس‌ها در تخم مرغ کردند. تخم‌مرغ برای کشت ویروس در توسعه واکسن تب زرد در سال ۱۹۳۵ و واکسن آنفولانزا در سال ۱۹۴۵ استفاده شد. در سال ۱۹۵۹، محیط‌های رشد و کشت سلولی به عنوان روش استاندارد تکثیر ویروس برای واکسن‌ها جایگزین تخم مرغ‌ها شدند.
واکسن شناسی در قرن بیستم با معرفی چندین واکسن موفق از جمله واکسن‌هایی علیه دیفتری، سرخک، اوریون و سرخجه شکوفایی بزرگی را تجربه کرد و مهمترین دستاوردهای آن ساخت واکسن فلج اطفال توسط جوناس سالک در دهه ۱۹۵۰ و ریشه کنی آبله در دهه ۱۹۷۰ بود. موریس هیلمن پرکارترین سازنده واکسن در قرن بیستم بود.

## بیماری‌های قابل پیشگیری با واکسن
معروف‌ترین بیماری‌هایی که واکسن مؤثر دارند عبارتند از آبله، سه‌گانه (دیفتری، کزاز، سیاه سرفه)، فلج اطفال، سل، MMR (سرخک، اوریون و سرخجه)،هپاتیت
، مننژیت مننگوکوکی، آنفلوانزا، تب زرد، تیفوس. هاری ،کرونا،،طاعون، وبا،حصبه، سیاه زخم، مالاریا، روتاویروس، سالک، تب تیت، گارداسیل تب دنگی هموفیلوس آنفولانزا نوع B انسفاواریسلا پنوموکوک ذات الریه لیت کنه انسفالیت ژاپنی آدنوویروس زونا پاپیلوما 

## رابطه بین نوع واکسن با ایمنی حاصل
واکسن‌های با اجرام زنده که از قدرت بیماریزایی آن‌ها کاسته شده‌است، معمولاً با دوز واحد می‌توانند ایمنی مؤثر و طولانی نسبت به واکسن‌های کشته شده ایجاد کنند. این واکسن‌ها علاوه بر دستگاه ایمنی هومورال، دستگاه ایمنی سلولی را نیز تحریک می‌نمایند، این نوع واکسن‌ها تمایل دارند واکنش‌های مشابه شکل طبیعی بیماری به خصوص در افراد با نقص ایمنی را ایجاد کنند.
برای اینکه با واکسن‌های کشته شده ایمنی کافی و به‌مدت طولانی به‌دست آید، بایستی این واکسن‌ها ابتدا در چند نوبت تزریق گردند و برای جلوگیری از کاهش سطح آنتی‌بادی و ادامه ایمنی اغلب لازم است که تزریق واکسن در آینده یادآوری شود.

## روش‌های ساخت
واکسن را اینگونه می‌سازند: نخست حیوانی را عمداً دچار بیماری مورد نظر می‌کنند. سپس ویروس آن بیماری را از بدن آن حیوان جدا می‌کنند.
مجدداً این ویروس را به حیوانی دیگر تزریق می‌کنند و پس از بیمار شدنش، باز ویروس را از بدنش جدا می‌سازند. آنقدر این عمل را تکرار می‌کنند تا به قدری ویروس ضعیف گردد که اگر آن را به بدن انسانی تزریق کنند نه تنها او را بیمار نکند، بلکه برایش مصونیت هم پدیدآورد. راه دیگر واکسن سازی این است که آن را از ویروس‌های مرده یا غیرفعال به دست می‌آورند، با تزریق این نوع واکسن بدن مشغول ساختن پادتن (آنتی‌بادی) می‌شود و خود را آماده دفاع در برابر میکروب اصلی می‌کند.
برای بیماری خواب و آنفلوانزا از این روش استفاده می‌کنند.
بالاخره گاهی هم خود ویروس را بی آنکه ضعیفش گردانند از راه پوست به بدن تزریق می‌کنند. در چنین شرایطی چون ویروس از راه غیرطبیعی وارد بدن شده‌است، در بدن مصونیت ایجاد می‌کند.

## دسته‌بندی واکسن‌های ساخته شده
برای درک بهتر می‌توان واکسن‌ها را به دو دسته مشخص تقسیم کرد:

### واکسن‌های باکتریایی
1. واکسن‌های زنده تخفیف حدت یافته: ب.ث. ژ
2. واکسن‌های کشته شده: سیاه سرفه، حصبه، وبا ،طاعون
3. پادزهر (توکسوئید): دیفتری، کزاز
4. واکسن‌های پلی ساکاریدی: مننگوکوکسی A , C، پنوموکوکسی

### واکسن‌های ویروسی
1. واکسن‌های زنده تخفیف حدت یافته: فلج اطفال خوراکی، سرخجه، سرخک، اوریون، تب زرد و کرونا
2. واکسن‌های کشته کامل: آنفلوانزا، فلج اطفال تزریقی، هاری
3. واکسن‌های کشته (بخشی از پادگن): هپاتیت ب

گفتنی است که استفاده از واکسن‌های زنده تخفیف حدت یافته در افراد مبتلا به نقص دستگاه ایمنی سلولی رسماً ممنوع است.

### انواع واکسن از نظر روش طراحی و ساخت[۲]
- واکسن زنده ضعیف‌شده
- واکسن غیرفعال
- واکسن زیرواحد یا ساب‌یونیت
- واکسن توکسوئید
- واکسن کونژوگه
- واکسن‌های DNA
- واکسن وکتور نوترکیب
- واکسن MRNA